# 詹姆斯·奧爾茲
詹姆斯·奧爾茲（英文：James Olds，1922年5月30日—1976年8月21日）是一位美國心理學家，他與彼得·米爾納（Peter Milner）在1954年擔任麥吉爾大學的博士後研究員時共同發現了大腦的愉悅中心。他被認為是現代神經科學的奠基人之一，並獲得了許多殊榮，包括當選美國國家科學院院士，以及獲得美國科學促進協會紐科姆·克利夫蘭獎。

## 生涯

### 早年與教育
奧爾茲出生於伊利諾伊州的芝加哥，在紐約的尼亞克（Nyack）長大。他的父親利蘭德·奧爾茲（Leland Olds）後來成為富蘭克林·羅斯福總統（Franklin D. Roosevelt）領導的聯邦電力委員會主席。他的祖父喬治·奧爾茲（George D. Olds）是阿默斯特學院（Amherst College）的第九任校長。
奧爾茲曾在許多學校上過大學，包括聖約翰學院、安納波利斯和威斯康辛大學，1947年從阿默斯特學院（Amherst College）畢業。在第二次世界大戰期間，作為波斯灣司令部的一部分，他的本科生生涯因在美國陸軍服兵役而中斷。戰爭結束後，在哈佛大學社會關係學系的理查德·所羅門（Richard L. Solomon）教授的領導下，奧爾茲獲得博士學位。他的論文研究主題集中在動物的行為動機上，並導致他隨後對以生物學為基礎的動物行為動機產生了興趣。